# James Hickey
Pour les articles homonymes, voir Hickey et James Hickey (homonymie).
James Hickey, né le 11 octobre 1920 à Midland dans le Michigan et mort le 24 octobre 2004 à Washington, est un cardinal américain, archevêque de Washington de 1980 à 2004.

## Biographie
James Hickey est ordonné prêtre le 15 juin 1946 pour le diocèse de Saginaw dans le Michigan. 
Nommé évêque auxiliaire de Saginaw avec le titre d'évêque in partibus de Taraqua (de) le 18 février 1967, il est consacré le 14 avril suivant par le cardinal John Dearden.
En outre, le 1er mars 1969, il devient recteur du Collège pontifical nord-américain.
Le 5 juin 1974, il est nommé évêque de Cleveland dans l'Ohio, puis le 17 juin 1980 archevêque de Washington. Il assume cette charge pendant vingt ans, se retirant le 21 novembre 2000, ayant atteint l'âge de 80 ans.
Jean-Paul II le crée cardinal le 28 juin 1988 avec le titre de cardinal-prêtre de Santa Maria Madre del Redentore a Tor Bella Monaca.

## Succession apostolique
James Hickey a ordonné les évêques suivants :
- Évêque Michael Joseph Murphy (en) (1976)
- Évêque Gilbert Ignatius Sheldon (en) (1976)
- Évêque Anthony Pilla (en) (1979)
- Évêque James Anthony Griffin (en) (1979)
- Archevêque James Patterson Lyke (en), O.F.M. (1979)
- Évêque Álvaro Corrada del Río (en), S.I. (1985)
- Évêque Leonard Olivier (en), S.V.D. (1988)
- Évêque William G. Curlin (en) (1988)
- Évêque Elliot Griffin Thomas (en) (1993)
- Archevêque William Edward Lori (1995)